# Litobrochia aculeata
Litobrochia aculeata là một loài thực vật có mạch trong họ Pteridaceae. Loài này được (Sw.) C. Presl mô tả khoa học đầu tiên năm 1836.